# Локтев, Яков Семёнович
Яков Семёнович Локтев (2 октября 1795, Москва — 25 февраля 1851) — мануфактур-советник и общественный деятель. Происходил из знатной и старинной купеческой фамилии.

## Биография
Яков Локтев родился 2 октября 1795 года в Москве. Его фамилия происходила из знатного купеческого рода. После домашнего обучения он поступил в Коммерческую практическую академию и по окончании брал уроки у московских профессоров. Для своего времени Я. С. Локтев считался достаточно образованным человеком: он имел большие познания в различных отраслях наук, в частности коммерческих; он знал французский, немецкий, латинский и английский языки.

### Промышленность

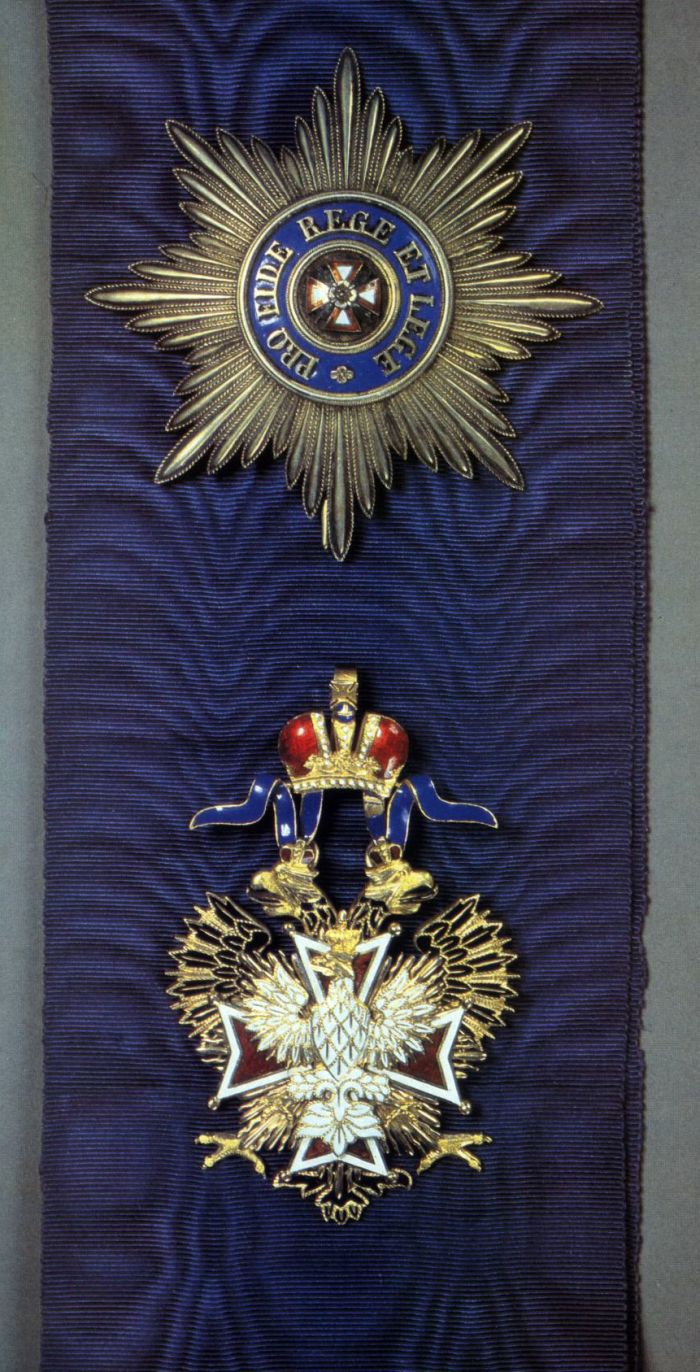
Современный немецкий орден «За заслуги» на муаровой ленте.

Несмотря на то, что Локтев обладал большими способностями и положительными душевными качествами, он не пользовался большой популярностью среди торгово-промышленного мира, но в 1817 году, в 22 года, он получил от любителей коммерческих знаний похвальный лист с лозунгом «Любовь к полезному». Многие отмечали, что общая деятельность Локтева в отношении промышленности была выдающейся.
После смерти своих родителей Я. С. Локтев принял шёлковую мануфактуру в своё владение. Он способствовал её улучшению и распространению. Главный успех фабрики заключался в том, что на ней производились орденские ленты, за что в 1822 году Локтев был награждён золотой медалью на Аннинской ленте, а через четыре года получил от императрицы золотую табакерку.
В 1829 году Локтев стал мануфактур-советником. Он расширил своё шёлковое предприятие до такой степени, что его фабрика заняло ведущее место в промышленности Российской империи; сам же он получил возможность поставлять орденские ленты и ордена (Станислава 4-й ст., Анны 3-й ст., св. Владимира 4-й ст.) на постоянно основе.
В 1838 году Я. С. Яковлев был награждён орденом 3-й степени «за исключительную всегдашнюю поставку орденских лент». Как правило, такими орденами награждались купцы, построившие за свой счёт больницу, церковь, богадельню или училище при ней «не менее как на двадцать человек, и исправным содержанием того или другого заведения, в продолжение, по крайней мере, семи лет, упрочит существование онаго».

### Изготовление лент для орденов
Я. С. Локтев занимался производством лент, а именно — муаровых. По договору с заказчиком Яков должен был соблюдать «установленные меры»:
- Знаки Белого Орла и святого Станислава 1-й степени должны были быть по 2,5 аршина;
- Знаки ордена святого Станислава 2, 3 и 4-й степеней по 1 аршину.

Цвет ленты ордена святого Станислава должен был быть прежних цветов — красная с белыми полосами по краям. 25 января 1832 года Николай I приказал изменить цвет муаровой ленты ордена Белого Орла: вместо голубой она должна была стать синего цвета. В 1833 Локтев поставил в Капитул ленты и к ордену Военного достоинства 3, 4 и 5-й
степеней — 50 аршин.

### Общественная деятельность
Деятельность Я. С. Локтева далеко не ограничивалось производством: в то время он пользовался большой популярностью в роли общественного деятеля. Он был отмечен за службу в звании участника Московского отделения мануфактурного совета (МОМС). Его работа на этой должности заключалась в улаживании конфликтов между рабочими и хозяевами фабрик. Кроме того, он поспособствовал открытию Московского купеческого собрания, которая открылась исходя из его инициативы, поэтому вся организаторская работа лежала именно на нём. Локтев считался одним из главным двигателем общественной жизни московского купечества — он расширял собрание библиотек, устраивал различные мероприятия с благотворительной целью и многое другое.
В ночь 25 февраля 1851 года Я. С. Локтев скоропостижно умер и был похоронен на Семёновском кладбище.